# Beziehungen zwischen dem Irak und den Vereinigten Staaten

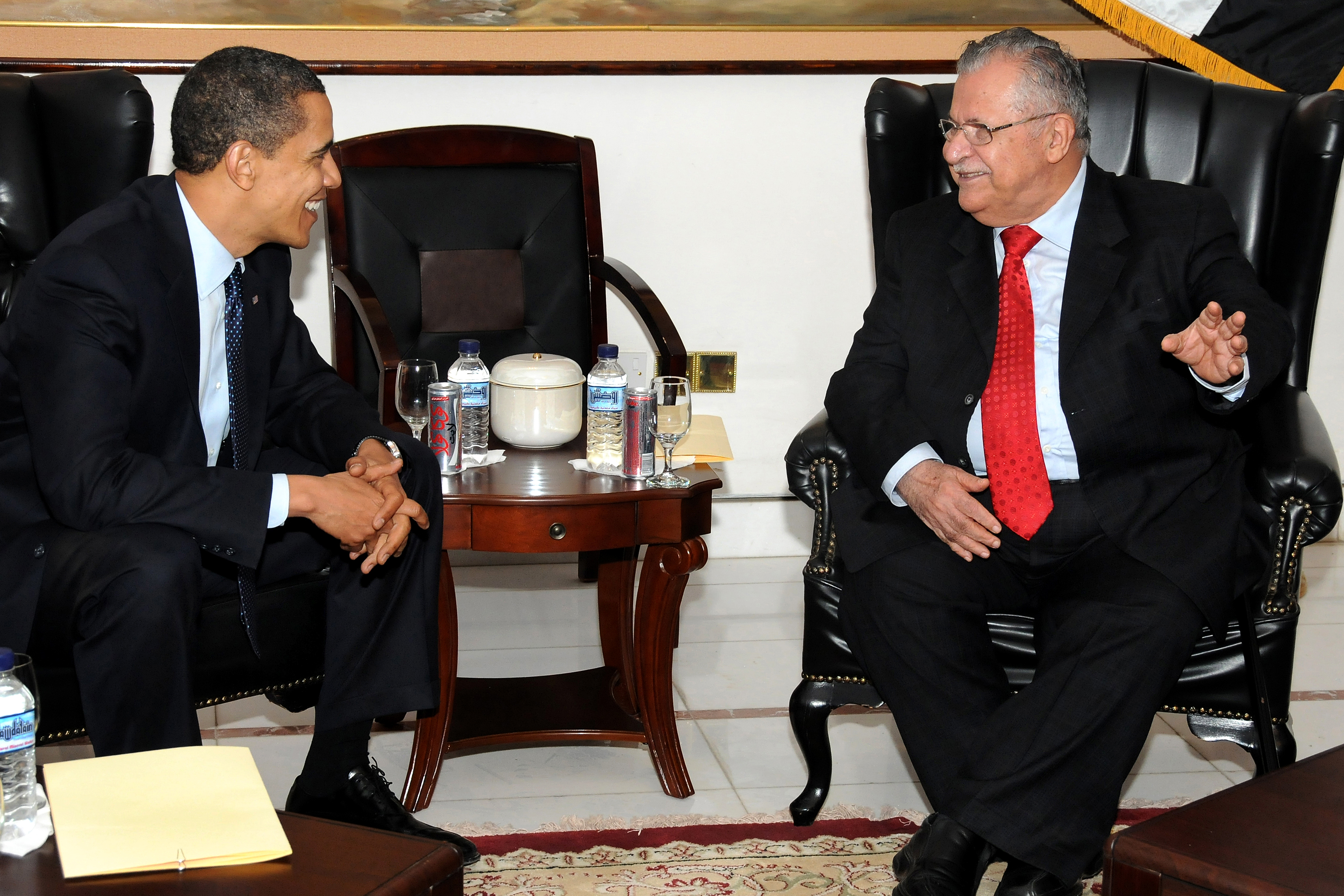
Barack Obama und Dschalal Talabani (2009)

Die Beziehungen zwischen dem Irak und den Vereinigten Staaten (USA) gehen auf das Jahr 1930 zurück, als die USA den Irak diplomatisch anerkannten. Die beiden Länder haben danach stark wechselhafte Beziehungen erlebt und befanden sich zweimal miteinander im Kriegszustand. Zuerst waren die beiden Verbündete im Rahmen des Bagdad-Pakts zu Beginn des Kalten Krieges gewesen. Nach dem Ende des Königreichs Irak und der Machtübernahme der panarabischen Baath-Partei entfremdeten sich beide Staaten voneinander und die diplomatischen Beziehungen wurden nach dem Sechstagekrieg (1967) abgebrochen. Während des Iran-Irak-Kriegs (1980–1988) kooperierten die beiden Staaten allerdings wieder eng miteinander, um die Expansion der Islamischen Republik Iran zu verhindern und die diplomatischen Kontakte wurden wieder aufgenommen. Nachdem der von den Amerikanern aufgerüstete Irak allerdings 1990 Kuwait überfallen und annektiert hatte, stellten die USA eine internationale Militärkoalition unter ihrer Führung zusammen, welche die Iraker aus Kuwait vertrieb. Danach verhängten die USA schwere Wirtschaftssanktionen gegen den Irak und isolierten das Land diplomatisch. Mit dem Iraq Liberation Act von 1998 erklärten die USA die Entfernung des irakischen Diktators Saddam Hussein und einen Regimewechsel im Irak zu einem offiziellen Ziel ihrer Außenpolitik. Nach den Terroranschlägen vom 11. September 2001 warfen die USA unter George W. Bush dem Irak vor, Massenvernichtungswaffen zu besitzen und Terroristen zu unterstützen. Nach einem Ultimatum begannen die USA den Irakkrieg (2003), in dem Saddams Regime in wenigen Monaten besiegt und beseitigt werden konnte.
Die Militäroperation und die anschließende Besetzung des Iraks erwiesen sich allerdings als sehr aufwendig und teuer und der Irak versank in bürgerkriegsähnlichen Unruhen. Die USA bauten enge Beziehungen zur neuen irakischen Regierung auf und die amerikanische Besatzungszeit endete 2011 mit dem Abzug amerikanischer Truppen. Nachdem es 2013 allerdings zum Aufstand des IS im Irak gekommen war, der weite Teile des Landes erobern konnte, führten die USA erneut militärische Operationen auf irakischem Gebiet durch. 2021 zogen die letzten amerikanischen Truppen der Anti-IS-Koalition ab.

## Geschichte
Die USA entsendeten 1831 ihren ersten Diplomaten nach Konstantinopel in das Osmanische Reich, zu dem der Irak damals gehörte. 1888 schickten die USA auch einen eigenen Konsul nach Bagdad. Nach der Auflösung des Osmanischen Reiches nach dem Ersten Weltkrieg (1914–1918) unterstützten die Vereinigten Staaten die Verwaltung des Irak durch Großbritannien als Völkerbundmandat, bestanden aber darauf, dass das Land auf die Unabhängigkeit vorbereitet werden sollte, anstatt eine britische Kolonie zu werden. 1928 gehörten die USA zu den Unterzeichnern des Red Line Agreement. Das Vereinigte Königreich, die USA, Frankreich und die Niederlande einigten sich darauf, die reichhaltigen irakischen Ölvorkommen quasi aufzuteilen, wobei die amerikanischen Ölgesellschaften einen Anteil von 23,75 % an der Iraq Petroleum Company erhielten. Die USA erkannten den Irak am 9. Januar 1930 als unabhängig an, als Charles G. Dawes, US-Botschafter im Vereinigten Königreich, in London das anglo-amerikanisch-irakische Abkommen unterzeichnete. 1931 wurde eine US-amerikanische Gesandtschaft in Bagdad eingerichtet, welche 1946 nach dem Ende des Zweiten Weltkriegs (1939–1945) zu einer Botschaft erhoben wurde. Mit dem Beginn des Kalten Krieges bemühten sich die USA, das Königreich Irak als einen Verbündeten zu gewinnen und 1955 traten die Iraker dem Bagdad-Pakt bei, einem anti-sowjetischen und anti-kommunistischen Bündnis für den Nahen Osten (vergleichbar der NATO). Die USA erkannten die Arabische Föderation an, die einen Zusammenschluss der Staaten Irak und Jordanien darstellte, jedoch nicht von Dauer war. Die prowestliche Monarchie im Irak wurde in einem Staatsstreich 1958 gestürzt und eine Republik unter der Führung von Brigadier Abd al-Karim Qasim errichtet. Nachdem die neue Republik sich außenpolitisch der Sowjetunion zugewandt hatte, eine anti-israelische Politik verfolgte und aus dem Bagdad-Pakt austrat, wurden die Beziehungen zu den USA belastet. Im Jahre 1961 verstaatlichte die neue Regierung schließlich die Iraq Petroleum Company. 1963 wurde Abd al-Karim Qasim in einem weiteren Militärputsch am 18. November 1963 getötet, welcher die Baath-Partei an die Macht brachte. Es wurde von verschiedenen Quellen behauptet, dass die Baath-Partei bei der Planung und Durchführung des Staatsstreichs mit der CIA zusammengearbeitet haben soll, um Qasim loszuwerden. Bryan R. Gibson schrieb im Jahr 2015, auf Basis der zu diesem Zeitpunkt veröffentlichten Dokumente deuteten die Beweise darauf hin, dass die Vereinigten Staaten zwar den Sturz des Qasim-Regimes planten, sie jedoch nicht direkt in den Staatsstreich vom Februar 1963 verwickelt waren. Steve Coll schrieb 2024, die Unterstützung der CIA für die Verschwörer und die Beteiligung der Behörde an der anschließenden Ermordung von Hunderten mutmaßlicher irakischer Kommunisten durch die Baath-Partei sei nicht bekannt. Die CIA hielt ihre Unterlagen seit mehr als einem halben Jahrhundert geheim.
Die neue Putschistenregierung brach im November 1963 wegen der Frage einer irakischen Union mit Syrien zusammen. Präsident Abd as-Salam Arif entfernte daraufhin mit Unterstützung des irakischen Militärs die Baathisten aus der Regierung. Unter Abd as-Salam und seinem Bruder Abd ar-Rahman Arif verbesserten sich die Beziehungen kurzzeitig. Der israelische Sieg im Sechstagekrieg (1967) sorgte allerdings für eine Verschlechterung der westlich-arabischen Beziehungen und die Iraker brachen die diplomatischen Beziehungen zu den USA ab. Die Baath-Partei übernahm nach einem weiteren Putsch am 17. Juli 1968 schon bald darauf wieder die Macht im Irak. Als Verbündete der USA in der Region verblieben daraufhin Saudi-Arabien und der Iran unter Shah Mohammad Reza Pahlavi, während zum Irak kaum Kontakt bestand, der sich den Sowjets zuwendete. In den 1970er Jahren unterstützten die USA den Aufstand der Kurden im Irak, stellten ihre Unterstützung für die Kurden aber ein, nachdem es zu einer Annäherung zwischen dem Irak und dem Iran gekommen war. Das Jahr 1979 stellte ein wichtiges Wendejahr dar. Im Irak wurde Saddam Hussein zum Staatspräsidenten, welcher daraufhin mit brutalen Methoden seine Macht im Land und der irakischen Baath-Partei konsolidierte. Im benachbarten Iran verloren die USA dagegen ihren Verbündeten Shah Reza Pahlavi, der durch die Islamische Revolution gestürzt wurde. Daraufhin übernahm ein antiamerikanisches Regime unter der Führung von Ayatollah Ruhollah Chomeini die Macht und rief eine Islamische Republik im Iran aus. Mit einem Angriff des Irak auf den Iran begann 1980 der Iran-Irak-Krieg, der auch als Erster Golfkrieg bekannt ist. Inwieweit die USA das „grüne Licht“ für diese Operation gegen den Iran gegeben haben, wurde in der Forschung diskutiert. Hal Brands schrieb, dass das von Seiten der Vereinigten Staaten nicht der Fall gewesen wäre und Saddam Hussein auch kein derartiges Signal wahrgenommen habe. Der Historiker Pierre Razoux schrieb im Jahr 2013, dass Analysen der Ereignisse und neue Quellen, sowie Interviews mit Zeitzeugen keine Zweifel daran ließen, dass die USA den Irak nicht dazu gedrängt hätten. Da die Amerikaner eine Expansion der iranischen Macht fürchteten, als die Iraner eine erfolgreiche Gegenoffensive starteten, begannen sie 1982 unter Ronald Reagan den Irak nach anfänglicher Neutralität zu unterstützen. Reagan entsendete Donald Rumsfeld für Verhandlungen nach Bagdad und 1984 wurden die diplomatischen Beziehungen wieder aufgenommen. Die USA leisteten nachrichtendienstliche und logistische Unterstützung und bewaffneten den Irak während des Krieges. Unter den Regierungen von Reagan und später George H. W. Bush genehmigten die USA den Verkauf zahlreicher Technologien mit doppeltem Verwendungszweck (Artikel mit sowohl militärischen als auch zivilen Anwendungen) an den Irak, darunter Chemikalien, welche für die Herstellung chemischer und biologischer Waffen verwendet werden können. Während des Krieges setzten die Iraker chemische Waffen gegen die Iraner ein und schlugen einen Kurdenaufstand mit Giftgas nieder. Die Amerikaner unterstützten den Irak in seinem Konflikt hauptsächlich, um einen iranischen Sieg zu verhindern und das Mächtegleichgewicht zu erhalten. Henry Kissinger brachte dies auf den Punkt, als er bemerkte: „Es ist schade, dass sie nicht beide verlieren können.“ Passend dazu lieferten die USA heimlich auch Waffen an den Iran, was durch die Iran-Contra-Affäre ans Licht kam.

### Zweiter Golfkrieg und Nachwirkungen

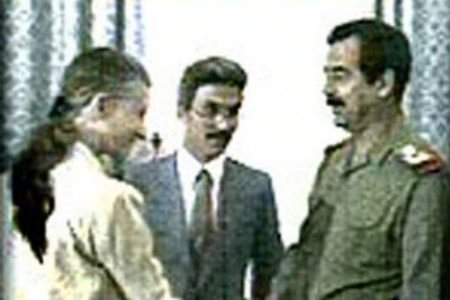
Treffen zwischen April Glaspie und Saddam Hussein (1990)

Der Erste Golfkrieg endete 1988 mit einem Waffenstillstandsabkommen ohne territoriale Änderungen, doch der hochgerüstete Irak hatte mit dem ölreichen Kuwait bereits sein nächstes Ziel ins Visier genommen. Nach Spannungen mit Kuwait traf Saddam am 25. Juli 1990 mit der US-Botschafterin in Bagdad, April Glaspie, zu einem der letzten hochrangigen Kontakte zwischen den beiden Regierungen vor dem irakischen Einmarsch in Kuwait am 2. August 1990 zusammen. Glaspie signalisierte Saddam Hussein, dass die USA im Konflikt zwischen Kuwait und dem Irak keine Haltung einnehmen würden. Es ist unklar, inwieweit dieses Treffen zum irakischen Einmarsch beitrug. Der irakische Außenminister Tariq Aziz sagte später, dass die Iraker sich bewusst gewesen wären, dass die USA den Einmarsch in Kuwait niemals akzeptieren würden. In Folge der Resolution 678 des UN-Sicherheitsrates begann eine von den USA angeführte und auch und von vielen arabischen Staaten unterstützte Koalition 1991 eine militärische Operation zur Befreiung des besetzten Kuwaits. Die Koalitionstruppen konnten ihr Ziel in der Operation Desert Storm innerhalb von wenigen Tagen erreichen und bei dem Rückzug der irakischen Truppen wurde ein großer Teil ihrer Streitkräfte auf dem Highway of Death vernichtet. US-Präsident George H. W. Bush rief die Iraker zum Sturz von Saddam auf und es kam zu einem Aufstand der Kurden und Schiiten, welche glaubten, die USA würden direkte Unterstützung leisten, die allerdings nicht kam. Die schiitischen Aufstände im Süden des Landes wurden vom irakischen Militär brutal niedergeschlagen, während die Peschmerga im Norden erfolgreicher waren und den irakischen Kurden Autonomie verschafften. Die USA hatten auf Widerstand der sunnitischen Eliten gehofft, der aber ausblieb. Einen vom Iran beeinflusstes schiitisches Regime in Bagdad wollten die USA dagegen nicht riskieren. Colin Powell schrieb später: „Unsere praktische Absicht war es, Bagdad genug Macht zu lassen, um als Bedrohung für einen Iran zu überleben, der den Vereinigten Staaten gegenüber bitter feindlich gesinnt war“. Die Ereignisse des Krieges führten zum erneuten Abbruch der diplomatischen Beziehungen zum Irak und die USA bemühten sich infolge Saddam Hussein zu einem Pariah zu machen. Die USA verabschiedeten drastische Wirtschaftssanktionen gegen den Irak, die zu einer dramatischen Verschlechterung der humanitären Situation im Irak führten. Durch das Einfuhrverbot lebenswichtiger Güter erhöhte sich die Kindersterblichkeit und in der Zeit der Sanktionen verstarben deshalb laut Schätzungen zwischen 345.000 und 900.000 Kinder mehr als ohne Sanktionen. Als die US-Außenministerin Madeleine Albright gefragt wurde, ob eine halbe Million toter Kinder ein akzeptabler Preis gewesen sei, antwortete sie „Wir denken es war es wert“, eine Aussage, die sie später bereute. In den 1990er Jahren unternahmen die USA verdeckte Operationen gegen Saddam Hussein. Die CIA unterstützte zwischen 1992 und 1995 indirekt eine Bomben- und Sabotagekampagne im Irak, die von den Aufständischen einer Untergrundarmee unter der Führung von Iyad Allawi durchgeführt wurde. 1996 unterstützten die USA einen gescheiterten Putschversuch gegen Saddam. 1998 wurde der Iraq Liberation Act von Präsident Bill Clinton unterzeichnet. Dieser verkündete „Es sollte die Politik der Vereinigten Staaten sein, die Bemühungen zur Beseitigung des Regimes von Saddam Hussein im Irak zu unterstützen und dieses durch eine demokratische Regierung zu ersetzten“.

### Irakkrieg und Nachwirkungen

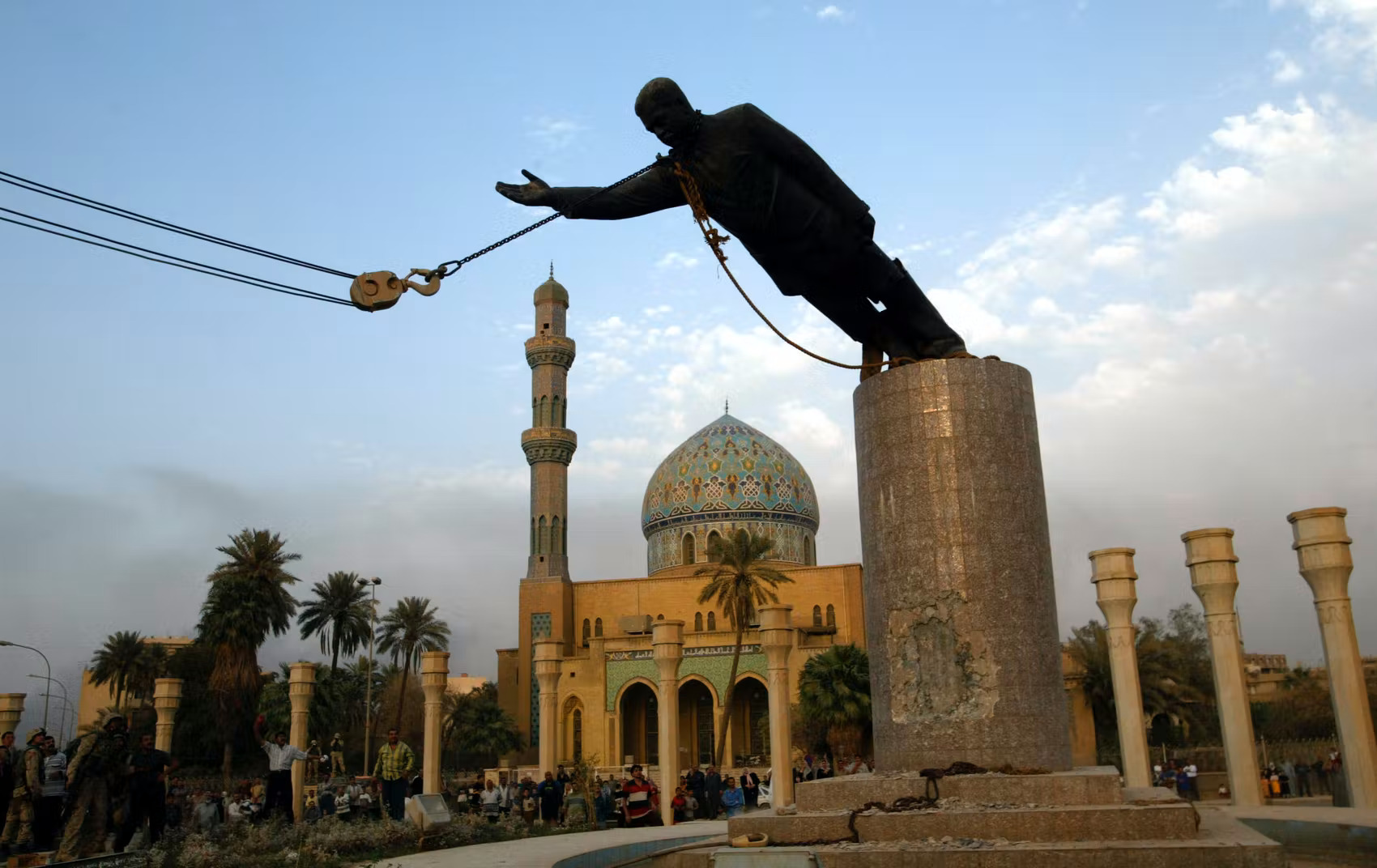
Abbau einer Statue von Saddam Hussein in Bagdad (2003)

Nach den Terroranschlägen am 11. September 2001 begann die Bush-Regierung, aktiv auf eine militärische Intervention im Irak zu drängen. Die Hauptbegründung wurde in einer gemeinsamen Resolution des US-Kongresses, der sogenannten Irak-Resolution, formuliert, in der es hieß, man wolle „ein Regime beseitigen, das Massenvernichtungswaffen entwickelt und eingesetzt, Terroristen beherbergt und unterstützt, ungeheuerliche Menschenrechtsverletzungen begangen und sich den gerechten Forderungen der Vereinten Nationen und der Welt widersetzt hat.“ Die Militäroperation gegen den Irak wurde im Repräsentantenhaus mit 293 zu 133 und im Senat mit 77 zu 23 Stimmen genehmigt. Dass sich das Saddam-Regime in Besitz von Massenvernichtungswaffen befinden soll, wurde als Begründung des Krieges genutzt und sollte durch eine Präsentation von Bush-Sicherheitsberater Colin Powell vor dem UN-Sicherheitsrat demonstriert werden. Der Irakkrieg begann am 20. März 2003 und führte innerhalb von wenigen Monaten zum Sturz des Regimes von Saddam Hussein nach der Schlacht um Bagdad. Saddam wurde im Dezember desselben Jahres gefangen genommen und drei Jahre später von einem Militärgericht hingerichtet. Das Machtvakuum nach Saddams Sturz führte jedoch zu einem Bürgerkrieg zwischen Schiiten und Sunniten sowie zu einem lang anhaltenden Aufstand gegen die US- und Koalitionstruppen. Die Besatzungsregierung unter Paul Bremer löste die Baath-Partei und die Armee auf und verbot allen alten Staatsdienern der Baathisten die Tätigkeit in der neuen Regierung, was die Verwaltung erschwerte und viele der Ausgeschlossenen veranlasste, sich dem Aufstand gegen die Amerikaner anzuschließen. Schließlich wurden keine Massenvernichtungswaffen im Irak nach dem Einmarsch gefunden, was die Begründung des Krieges als Lüge enttarnte und dem internationalen Ansehen der USA schadete. Der Irakkrieg wurde deshalb im Nachhinein als großer Misserfolg bewertet, auch weil Kriegsführung und Besatzung den USA bis zu 2,2 Billionen Dollar kostete. 190.000 Menschen kamen ums Leben, darunter knapp 4.500 US-Soldaten. Aufgrund der hohen Kosten begann 2007 der Abzug der US-Truppen. Unter Präsident Barack Obama wurde die Beendigung des US-Engagements im Irak beschleunigt und der Abzug 2011 vollendet. Die irakischen Regierungen nach Saddam erwiesen sich trotz militärischer und wirtschaftlicher Unterstützung durch die USA als schwach und zerstritten, was dem Islamischen Staat (IS) ab 2013 ermöglichte, weite Teile des Irak und des benachbarten Syrien einzunehmen. Der IS wurde infolge von der US-geführten Anti-IS-Koalition zurückgeschlagen und bis 2017 weitgehend besiegt. Für die Bekämpfung des IS wurden erneut US-Truppen im Land stationiert. In der Amtszeit von Donald Trump forderte dieser das „irakische Öl zu nehmen“, verbot Irakern im Rahmen seines „Muslim ban“ 2017 die Einreise in die USA und ließ den iranischen Offizier Qasem Soleimani 2020 auf irakischen Staatsgebiet völkerrechtswidrig durch einen Drohnenangriff ermorden. Infolgedessen griff der Iran in der Operation Märtyrer Soleimani eine US-Militärstation im Irak an, was beinahe zu einem Krieg zwischen dem Iran und den USA geführt hätte. Auch die irakische Regierung, welche sich dem Iran politisch angenähert hatte, zeigte sich empört und das irakische Parlament verabschiedet eine Resolution, die den Abzug der US-Truppen im Land forderte. Am 26. Juli 2021 kündigte US-Präsident Joe Biden an, dass der amerikanische Kampfeinsatz im Irak 2021 beendet wird und die verbleibenden US-Truppen im Land eine beratende Funktion übernehmen werden.

## US-Beziehungen zum irakischen Kurdistan
Die USA haben eine besondere Beziehungen zu den irakischen Kurden. Kontakte zum kurdischen Widerstand gehen bis auf die 1970er Jahre zurück, wurden dann aber abgebrochen und in den 1980er Jahren waren die Kurden der Repression durch das Saddam-Regime weitgehend schutzlos ausgeliefert. Im Rahmen des Zweiten Golfkriegs etablierten die USA und ihre Verbündeten in der Operation Northern Watch eine Flugverbotszone über den Kurdengebieten, was dem Irakischen Kurdistan schon in den 1990er Jahren die Autonomie ermöglichte. 1998 wurde durch das von den USA vermittelte Abkommen von Washington der interne Kurdische Bürgerkrieg in den Kurdengebieten zwischen der Demokratischen Partei Kurdistans (DPK) und Patriotischen Union Kurdistans (PUK) beendet. Während des Irakkriegs und des Kampfes gegen den IS waren die Peschmerga enge Verbündete der Amerikaner.
Zwischen den USA und der Autonomen Region Kurdistan bestehen Kontakte auf höchster Regierungsebene. Im April 2012 besuchte der Präsident der Region Kurdistan, Masud Barzani, die USA und traf sich mit Präsident Barack Obama und Vizepräsident Joe Biden. Seit 2007 ist die Region Kurdistan in den USA mit einem Repräsentativbüro vertreten. In Erbil gibt es seit 2011 ein US-Generalkonsulat.

## Wirtschaftsbeziehungen
Der Irak hatte in den 1980er Jahren eine der entwickelsten Volkswirtschaften der arabischen Welt. Die drei Golfskriege und die Wirtschaftssanktionen schwächten das Land aber deutlich. Nach der Invasion des Irak halfen die USA bei der Gründung der irakischen Zentralbank im Jahr 2004, und Zahlungen in US-Dollar sind im Irak weit verbreitet. Nach der US-Besetzung wurde von den USA ein Entwicklungsfonds etabliert, der die Einnahmen aus den irakischen Eröleinnahmen zum Wohl der Bevölkerung des Landes verwalten sollte. Aufgrund der weitverbreiteten Korruption im Land wurden allerdings bis 2021 knapp 150 Milliarden US-Dollar an Öleinnahmen gestohlen und aus dem Land geschafft.
2021 lag der bilaterale Handel zwischen beiden Ländern bei 4,6 Milliarden US-Dollar. Davon waren 0,8 Milliarden amerikanische Exporte in den Irak und 3,8 Milliarden irakische Exporte in die USA, hauptsächlich Erdöl. Nach dem Irakkrieg haben große westliche Erdölunternehmen wie Shell, BP, Exxon Mobil, Chevron und Total Konzessionen im Irak erhalten.

## Diplomatische Standorte
- Die USA haben eine Botschaft in Bagdad und ein Generalkonsulat in Erbil. Die US-Botschaft ist die größte diplomatische Einrichtung der USA im Ausland und wird stark bewacht und abgesichert.[41] Am 31. Dezember 2019 wurde die Botschaft von Unterstützern der al-Haschd asch-Schaʿbī Miliz angegriffen. Die Gruppe erklärte, es handle sich um Vergeltung für US-Luftangriffe im Irak und Syrien.[42]
- Der Irak hat eine Botschaft in Washington, D.C. und Generalkonsulate in Detroit und Los Angeles.

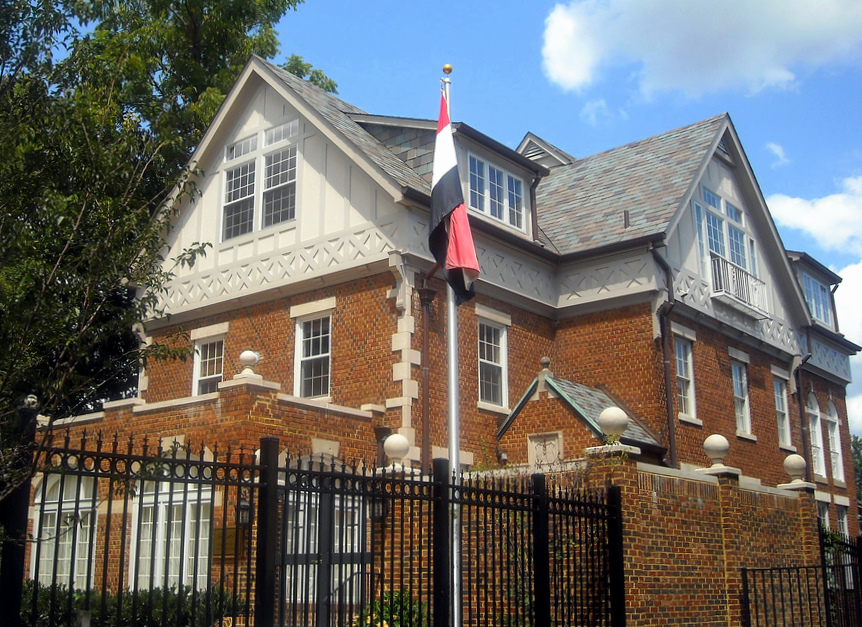
Irakische Botschaft in Washington, D.C.
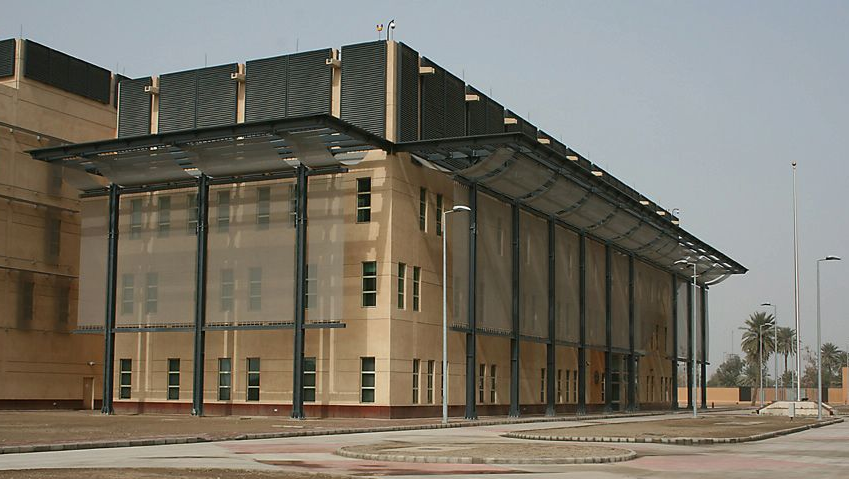
US-Botschaft in Bagdad